# 대만의 선사 시대
대만 선사 시대(臺灣先史時代)는 네덜란드 동인도 회사가 대만섬 남부에 진출해 오는 1624년 이전을 가리킨다. 20,000년에서 30,000년 전, 해수면이 현재보다 낮아 대만 해협이 육지였을 당시 대만에 인류가 최초로 정착한 것으로 추정된다. 5,000여년 전, 중국 동남부에서 오스트로네시아어족의 언어를 쓰는 농경 민족이 대만에 정착했고, 이들의 후손은 현대의 대만 원주민으로 추정된다.

## 지리학적 특징

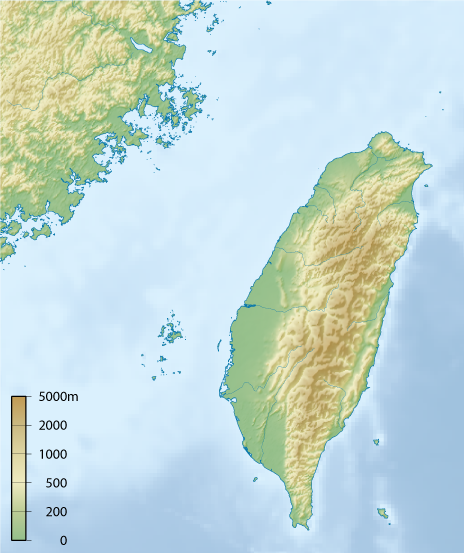
대만은 중국 동남부와 대만 해협을 사이에 두고 마주보고 있다.

대만섬은 대략 4백만년에서 5백만년 전 유라시아판과 필리핀해판의 수렴 경계에서 만들어졌다. 이 경계는 남쪽으로는 필리핀 루손섬, 북쪽으로는 일본 류큐 열도와 환태평양 조산대로 이어진다.
대만섬의 서쪽에는 대만 해협이 있다. 해협의 주요한 섬은 펑후 제도로, 대만섬으로부터 45 km, 중국 대륙 해안으로부터 140km가량 떨어져 있다. 해협의 최대수심은 100m가 넘지 않기 때문에 빙하기 때 대만섬은 중국 대륙과 육지로 연결되어 있었다.

## 구석기 시대

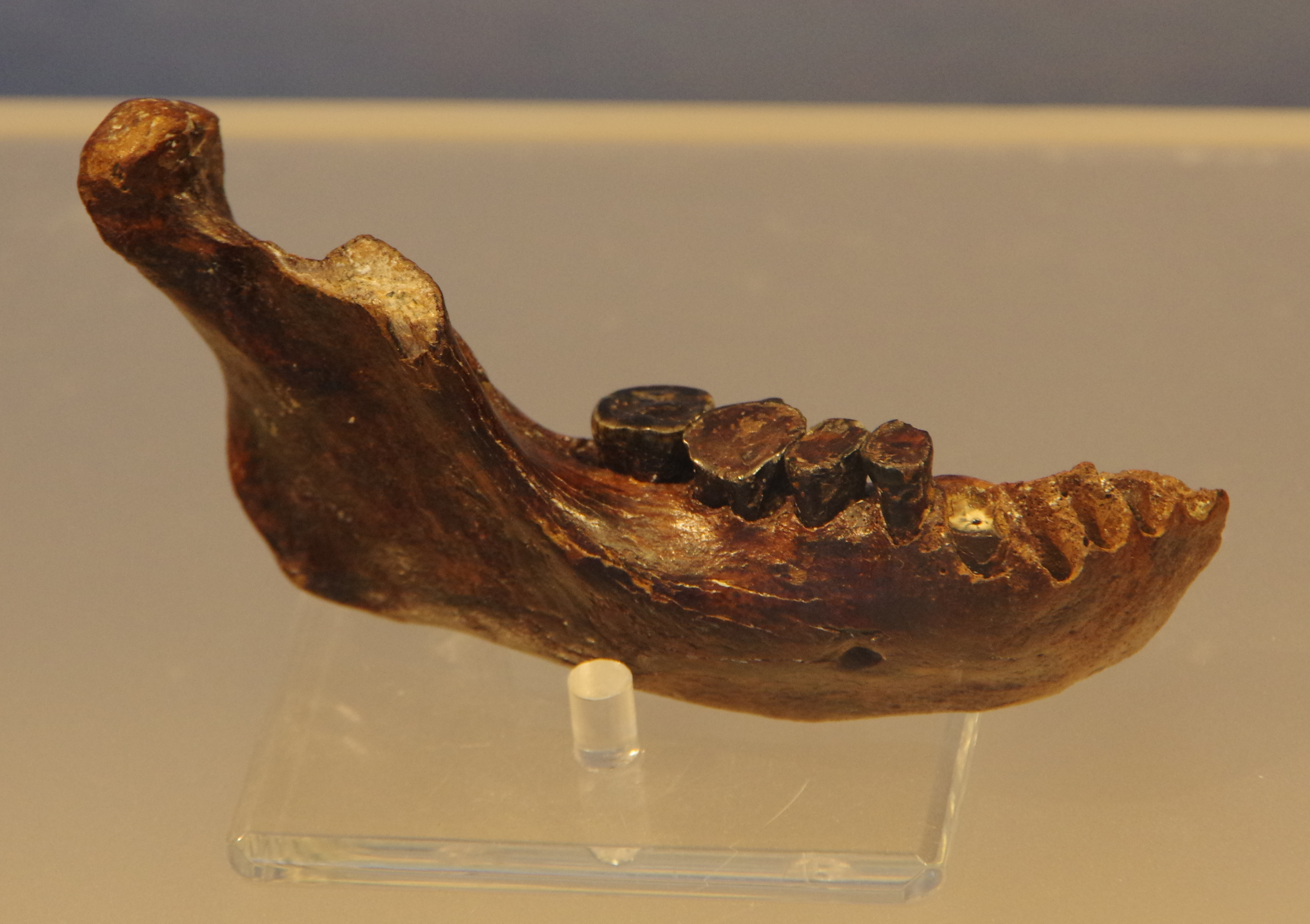
펑후 제도와 대만섬 사이에서 발견된 턱뼈 '펑후 1'의 일부

플라이스토세 후기 빙하기의 해수면은 현재보다 140 m가량 더 낮았다. 따라서, 대만 해협은 육지로 노출되어 있었고, 1만년 전 홀로세까지 중국 대륙의 동물상이 대만으로 이동했다.
펑후제도와 대만섬 사이 해협에서는 많은 양의 척추동물 화석이 발견되며, 그중 '펑후 1'은 알려지지 않은 사람속 종의 턱뼈로 추정된다.
1972년, 타이난시 쭤전구 처우취와 강쯔린에서 부분적인 호모 사피엔스 화석이 발견되었다. 두개골 파편 3개와 어금니 화석은 약 2만년에서 3만년 전의 것으로, 이 발견물들은 '쭤전인'으로 불린다. 다른 유물들은 발견되지 않았다.
가장 오래된 유물은 창빈문화의 박편석기로, 대만섬의 동남부 해안에서 발견되었다. 이 유물은 약 1만 5천년에서 5천년 전의 것으로 추정되며, 동시대 푸젠 지방의 유물과 흡사하다. 타이둥현 창빈향의 바이셴둥(八仙洞) 유적지는 1968년 처음 발굴되었다. 이와 같은 문화가 어롼비 곶에서도 발굴되며, 약 5천년 전까지 지속된 걸로 추정된다. 초기 유물은 큰 석기로, 수렵채집사회 생활을 했던 것으로 추정된다. 후기 유물은 석영으로 만든 작은 도구와 동물의 뼈, 뿔, 조개 껍데기로 만든 도구이다. 이는 수렵채집 생활을 벗어나 고기잡이와 조개류를 모으는 데 집중한 것으로 추정된다.
왕시문화(網形)는 1980년대 먀오리현에서 발견되었다. 이곳의 박편석기는 갈수록 점점 작아지고 정형화되는데, 이는 채집 사회에서 수렵 사회로 변화를 보여준다.
구석기 시대의 매장 유적은 섬 동남부의 샤오마 동굴이 유일하다. 이는 약 기원전 4천년 경의 유적으로, 매장되어있는 남성은 네그리토와 유사한 인종이다.

## 신석기 시대

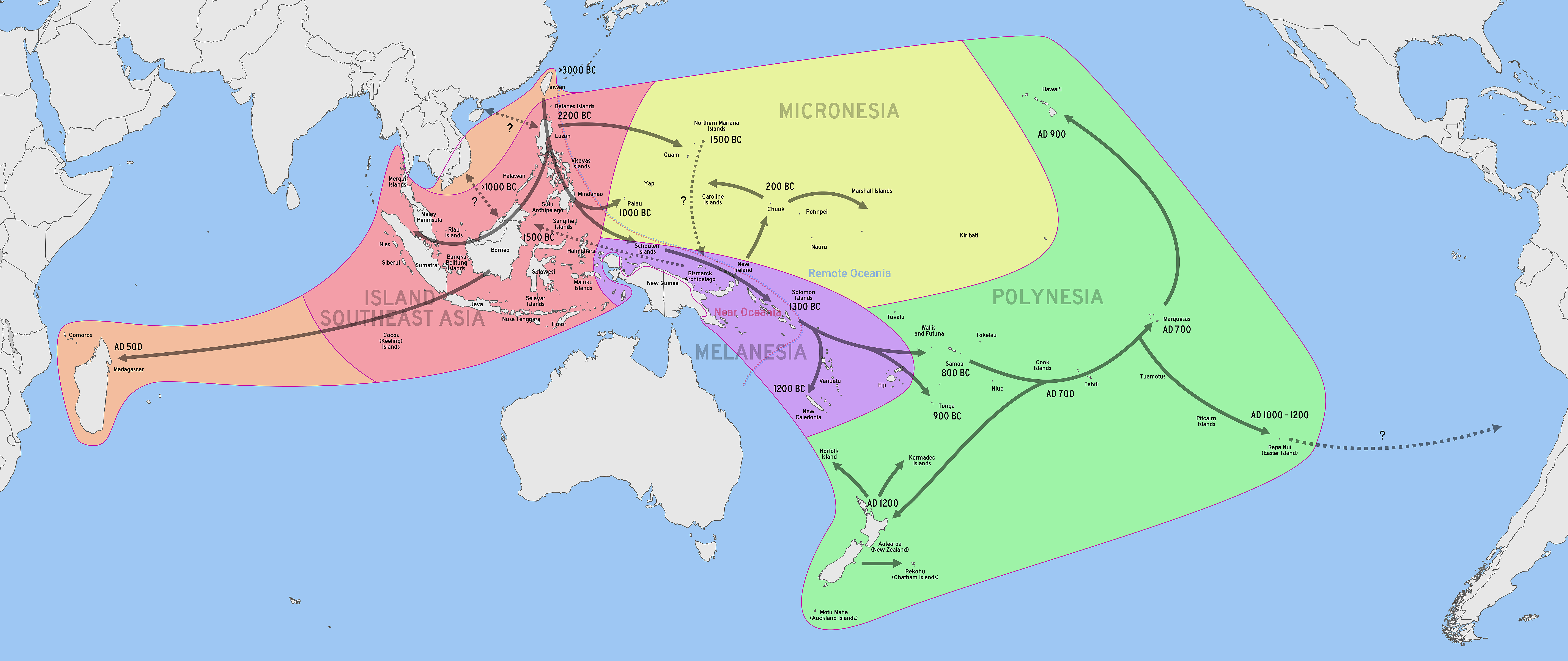
오스트로네시아족의 팽창

기원전 4천년에서 3천년 사이, 다번컹문화(大坌坑文化)가 나타나 펑후 제도를 포함한 대만의 해안 지방에 급속도로 펴졌다. 이 문화의 유적들은 동질적이며, 줄무늬 토기, 간석기 손도끼 등이 나타나는 것이 특징이다. 주민들은 주로 쌀과 기장, 수수를 재배하였으며 사냥을 하였지만, 한편으로는 어패류에 의존하기도 하였다. 많은 학자들은 이 문화가 창빈 문화와 관련이 없으며, 오스트로네시아어족 언어를 사용하는 오늘날 대만 원주민의 선조가 대만 해협을 건너 전파한 것으로 추정한다. 중국 본토에서의 다번컹문화의 선조 문화는 확인된 바가 없지만, 몇몇 특징들을 서로 공유한다는 점에서 서로간의 접촉이 있었을 것으로 추정된다. 하지만, 학자들에 따르면 신석기 시대 대만 해협 지역은 전반적으로 양쯔강 하류 지방의 문화, 특히 허무두 문화 혹은 마자방 문화에서 기원한 것으로 보인다. 이러한 문화의 주민들과 대만의 신석기인들은 서로 신체적 특징이 유사한 것으로 나타났다.